# Michael Crummey

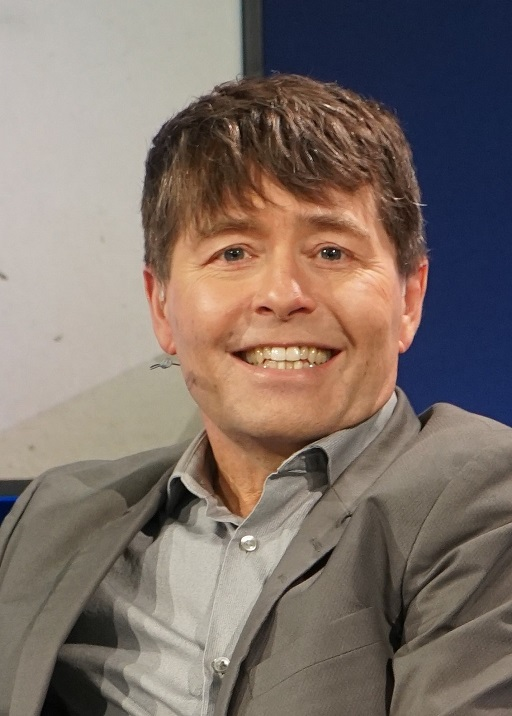
Michael Crummey (2021)

Michael Crummey (* 18. November 1965 in Buchans, Neufundland, Kanada) ist ein kanadischer Dichter und Schriftsteller. Er schreibt in Englisch und hat mehrere Gedichtbände und Romane verfasst, die in Neufundland und Labrador spielen. Sie handeln vom Kampf der Bewohner mit den Elementen, von Verlusten und der Veränderung von Umwelt und Arbeitswelt.

## Leben und Werk
Michael Crummey wuchs in der Bergarbeitersiedlung Buchans auf Neufundland und in Wabush in Labrador auf. Er absolvierte das Bachelorstudium in Englisch an der Memorial University of Newfoundland und den Master an der Queen’s University. Eine Promotion brach er ab und arbeitete in einer Reihe von Ländern, bevor er nach Neufundland zurückkehrte, um zu schreiben. Crummey hat als Writer in Residence gedient und an vielen Institutionen im ganzen Land kreatives Schreiben unterrichtet.
Crummeys erste Erfolge als Berufsautor stellten sich 1994 ein, als er den erstmals vergebenen Bronwen Wallace Award für seine Gedichte erhielt, die in mehreren Anthologien erschienen waren. Zudem kam seine erste veröffentlichte Kurzgeschichte auf den zweiten Platz beim Wettbewerb von Prism International. Für Arguments with Gravity, seine erste Gedichtsammlung, wurde Crummey 1996 ausgezeichnet, für die Sammlung von Kurzgeschichten Flesh and Blood zwei Jahre später. Helden sind dort die Bewohner der kleinen Bergbaustadt Black Rock, die als Buchans zu erkennen ist.
Bekannt wurde Crummey 2001 mit seinem Romandebüt River Thieves. Er behandelt die Ereignisse um die Gefangennahme von Demasduit, der letzten Beothuk. Das Werk wurde mit drei Preisen ausgezeichnet und für weitere nominiert, darunter den Commonwealth Writers’ Prize, den International Dublin Literary Award und den Giller Prize. Crummeys dritter Roman Galore fand 2009 ebenfalls großen Beifall in In- und Ausland. Nominiert wurde dieser wiederum in Dublin und für den Governor General’s Award for Fiction. Er umfasst die 200-jährige Geschichte eines Hafens, den Streit verfeindeter Familien und den Niedergang der Kabeljaufischerei.
Mit dem Fotojournalisten Greg Locke veröffentlichte Crummey 2004 Newfoundland. Journey Into a Lost Nation. In Prosa und Bildern wird  der Zusammenbruch der Fischerei aufgezeichnet und der Überlebenswillen der Menschen dargestellt. Thema des zweiten Romans The Wreckage ist eine Liebesgeschichte rund um die Beteiligung der Neufundländer am Zweiten Weltkrieg. Die Handlungsorte spannen sich von den Häfen der Insel bis zu den Kriegsgefangenenlagern in Südostasien.
Seine Bücher wurden auch ins Deutsche, Französische und Polnische übersetzt.
Für sein Gesamtwerk wurde Michael Crummey 2007 mit dem Timothy Findley Award des Writers’ Trust of Canada ausgezeichnet. Er lebt mit seiner Familie in St. John’s, Neufundland.

## Auszeichnungen (Auswahl)
- 2007: Timothy Findley Award sein Gesamtwerk.

## Werke
Romane:
- River Thieves. 2001.
- The Wreckage. 2005.
- Galore. 2009.
- Sweetland. 2014.

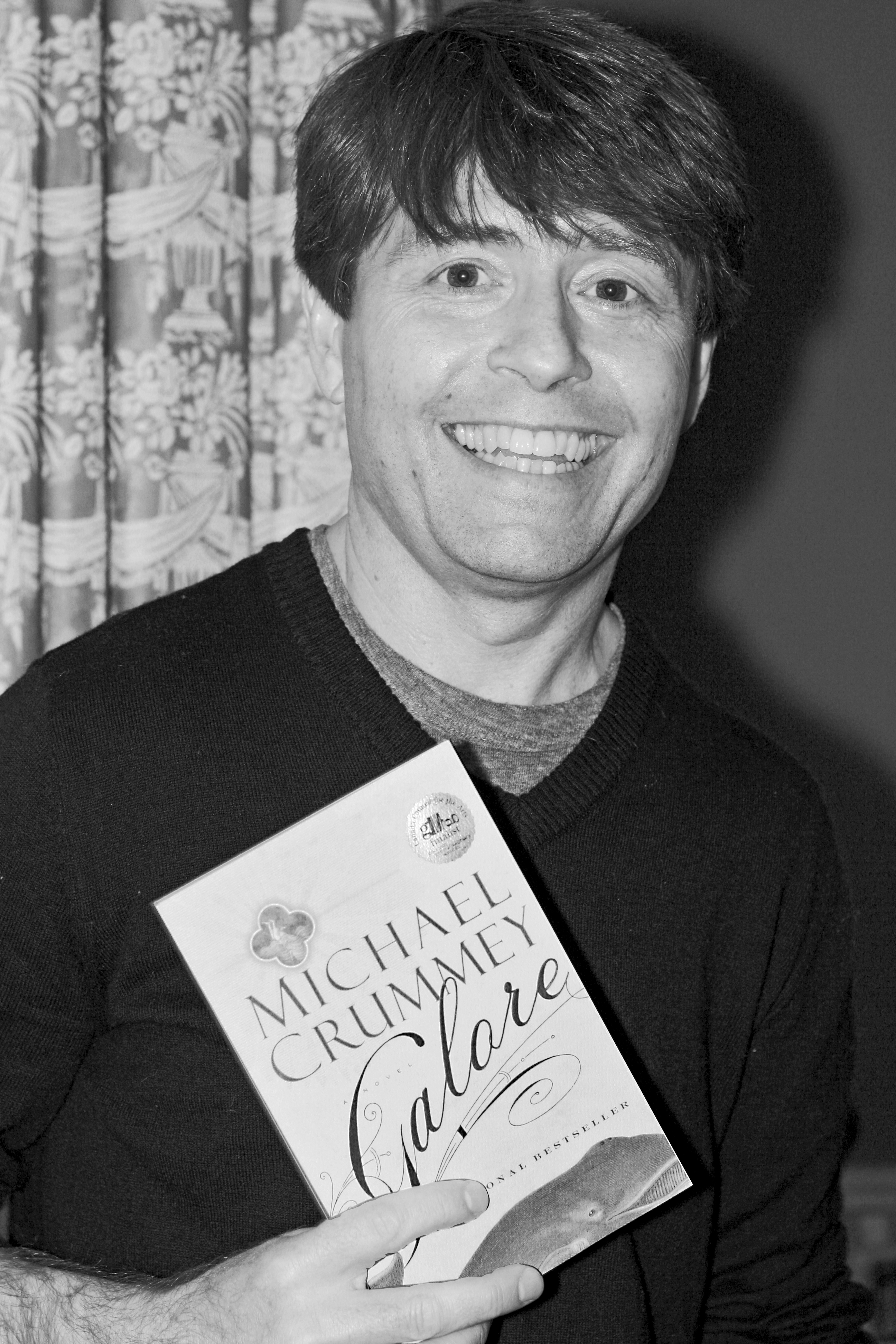
Michael Crummey (2014)

  - Sweetland. Mitteldeutscher Verlag, Halle 2020.
- The Innocents. 2019.
  - Die Unschuldigen. Eichborn Verlag, Köln 2021.

Kurzgeschichten:
- Flesh and Blood. 1998, erweiterte  Ausgabe 2003.

Gedichtbände:
- Arguments With Gravity. 1996.
- Hard Light. 1998.
  - Hard Light. 32 Little Stories. (Hörbuch) 2003.
- Emergency Roadside Assistance. 2001.
- Under the Keel. 2013.
- Little Dogs. 2016.

Fotobände/Sachbücher:
- Newfoundland. Journey Into a Lost Nation, Fotos: Greg Locke. 2004.
- Most of What Follows is True. Places Imagined and Real. University of Alberta Press, 2019.